# Tripteroides bambusa
Tripteroides bambusa är en tvåvingeart som först beskrevs av Yamada 1917.  Tripteroides bambusa ingår i släktet Tripteroides och familjen stickmyggor. Inga underarter finns listade i Catalogue of Life.